# Paraí
Paraí es un municipio brasileño situado en el estado de Rio Grande do Sul. Tiene una población estimada, en 2021, de 7793 habitantes.
Está ubicado a una latitud de 28º35'39" Sur y a una longitud de 51º47'08" Oeste, a una altitud de 657 metros sobre el nivel del mar.
Ocupa una superficie de 121.75 km².